# Сапронов, Валентин Гаврилович
Валенти́н Гаври́лович Сапро́нов (23 января 1932, Авдеевка — 17 мая 2019, Украина) — советский футболист, нападающий, впоследствии тренер. Мастер спорта СССР (1956). Заслуженный мастер спорта.

## Биография
В конце 1940-х годов играл за команды КФК «Локомотив» из Авдеевки и Ясиноватой.
В 1950 году он поступил в Сталинский металлургический техникум, за команду которого стал выступать. В конце 1951 года его заметили и пригласили в «Шахтёр». В составе «горняков» дебютировал 20 июля 1952 года, в матче с московским «Торпедо». Всего в первом сезоне он сыграл 7 матчей и забил 1 гол.
В 1956 году был в составе команды Украинской ССР на Спартакиаде народов СССР, где занял 3-е место.
Во время выступления за «Шахтёр», Сапронова хотел взять к себе ЦСКА, но переход сорвался. В последние годы карьеры дважды становился обладателем Кубка СССР и ещё раз был финалистом.
Всего за донецкий клуб Сапронов сыграл 270 матчей, забив 49 голов.
После завершения карьеры заведовал кафедрой физкультуры Донецкого государственного университета.

## Достижения
«Шахтёр»
- Обладатель Кубка СССР (2): 1961, 1962